# 托布力其乡
托布力其乡，是中华人民共和国新疆维吾尔自治区巴音郭楞蒙古自治州库尔勒市下辖的一个乡镇级行政单位。

## 行政区划
托布力其乡下辖以下地区：
托布力其村、上牙克托格拉克村、下牙克托格拉克村、英买里村和艾力克坎土曼村。